# 短蕊山莓草
短蕊山莓草（学名：Sibbaldia perpusilloides）是蔷薇科山莓草属的植物。分布在缅甸以及中国大陆的云南、西藏等地，生长于海拔3,800米至4,300米的地区，多生长于高山草原岩石缝中，目前尚未由人工引种栽培。